# Malwina Kopron
Malwina Kopron (Puławy, 16 novembre 1994) è una martellista polacca, vincitrice di una medaglia di bronzo ai Mondiali di Londra 2017 e ai Giochi olimpici di Tokyo 2020.

## Biografia
Nel 2015, agli europei under 23 di Tallinn, vince la medaglia di bronzo con un lancio di 68,57 metri.
Raggiunge la finale del martello agli europei di Amsterdam 2016, piazzandosi sesta con la misura di 70,91, a circa tre metri dalla zona podio. L'agosto del 2016 partecipa alle Olimpiadi di Rio de Janeiro 2016, la sua prima rassegna a cinque cerchi. Dopo tre lanci (69,31 m, 69,69 m e un nullo) si deve fermare alle qualificazioni e chiude così la sua avventura olimpica.
Nell'estate del 2017 rappresenta la Polonia agli Europei a squadre di Lilla, dove ottiene un argento nel martello (73,06 m) dietro alla bielorussa Hanna Malyshik (74,56 m). Tale risultato aiuterà il suo paese ad ottenere un secondo posto complessivo al termine della competizione, con 295 punti. Il 23 luglio 2017, durante un meeting nella città polacca di Białystok, migliora il suo personale a 75,11 m.
Ai mondiali di Londra 2017, dopo aver passato il turno eliminatorio con la misura di 74,97 m, si fregia della medaglia di bronzo grazie a un lancio di 74,76 m, dietro alla campionessa in carica Anita Włodarczyk (77,90 m) e alla cinese Wang Zheng (75,98 m). Lo stesso anno ha conquistato la medaglia d'oro alle Universiadi di Taipei, facendo registrare il record della manifestazione pari a 76,85 m.

## Progressione
| Stagione | Misura  | Luogo     | Data      | Rank. Mond. |
| -------- | ------- | --------- | --------- | ----------- |
| 2017     | 76,85 m | Taipei    | 26-7-2017 | 2ª          |
| 2016     | 72,74 m | Białystok | 1-6-2016  | 14ª         |
| 2015     | 71,27 m | Kielce    | 9-5-2015  | 31ª         |
| 2014     | 69,30 m | Leiria    | 16-3-2014 | 44ª         |
| 2013     | 66,11 m | Stettino  | 15-6-2013 | 79ª         |
| 2012     | 64,88 m | Białystok | 23-6-2012 | 110ª        |
| 2011     | 57,03 m | Lilla     | 9-7-2011  |             |

## Palmarès
| Anno | Manifestazione  | Sede           | Evento              | Risultato      | Prestazione | Note                                                     |
| ---- | --------------- | -------------- | ------------------- | -------------- | ----------- | -------------------------------------------------------- |
| 2011 | Mondiali U18    | Lilla          | Lancio del martello | Argento        | 57,03 m     |                                                          |
| 2012 | Mondiali U20    | Barcellona     | Lancio del martello | nm (q)         | nm (q)      |                                                          |
| 2013 | Europei U20     | Rieti          | Lancio del martello | 4ª             | 63,13 m     |                                                          |
| 2015 | Europei U23     | Tallinn        | Lancio del martello | Bronzo         | 68,57 m     |                                                          |
| 2015 | Mondiali        | Pechino        | Lancio del martello | 14ª (q)        | 69,53 m     |                                                          |
| 2016 | Europei         | Amsterdam      | Lancio del martello | 6ª             | 70,91 m     |                                                          |
| 2016 | Giochi olimpici | Rio de Janeiro | Lancio del martello | 15ª (q)        | 69,69 m     |                                                          |
| 2017 | Mondiali        | Londra         | Lancio del martello | Bronzo         | 74,76 m     |                                                          |
| 2017 | Universiadi     | Taipei         | Lancio del martello | Oro            | 76,85 m     | Record delle Universiadi · Miglior prestazione personale |
| 2018 | Europei         | Berlino        | Lancio del martello | 4ª             | 72,20 m     |                                                          |
| 2019 | Universiadi     | Napoli         | Lancio del martello | Argento        | 70,89 m     |                                                          |
| 2019 | Mondiali        | Doha           | Lancio del martello | 13ª (q)        | 70,46 m     |                                                          |
| 2021 | Giochi olimpici | Tokyo          | Lancio del martello | Bronzo         | 75,49 m     | Miglior prestazione personale stagionale                 |
| 2022 | Mondiali        | Eugene         | Lancio del martello | 15ª (q)        | 70,50 m     |                                                          |
| 2022 | Europei         | Monaco         | Lancio del martello | Qualificazione | nm          |                                                          |
| 2023 | Giochi europei  | Chorzów        | A squadre           | Argento        | 402,5 p.    | [ 2 ]                                                    |
| 2023 | Mondiali        | Budapest       | Lancio del martello | Finale         | nm          |                                                          |
| 2024 | Europei         | Roma           | Lancio del martello | 7ª             | 69,72 m     |                                                          |
| 2024 | Giochi olimpici | Parigi         | Lancio del martello | 23ª (q)        | 67,68 m     |                                                          |

## Altre competizioni internazionali
2017
- Oro al DécaNation ( Angers), lancio del martello - 72,03 m

2021
- Campionati europei a squadre di atletica leggera ( Chorzów)
- Oro in Coppa Europa di lanci ( Spalato), lancio del martello - 72,82 m